# Затакт
Затакт або ауфтакт (нім. Auftakt) — у музиці це неповна доля такту, яка передує першій долі наступного такту. Таким чином, затакт у музиці є структурою її метричної організації, яка визначає розташування сильних та складних доль. «Затактом» («затактовою фігурою» або «анакрузою») також називають один або кілька звуків на початку п'єси, які записуються перед першою тактовою рисою. Це свого роду вступна частина, що починає мелодію перед основним ритмом.
Затакт використовується:
- Для зміни розташування сильних і слабких доль у такті зсувом ритмічного малюнка, наприклад, якщо в кожному такті за сильною долею йдуть дві слабкі (сильна-слабка-слабка), то при затакті в одну долю в кожному такті сильна доля йде після двох слабких (слабка-слабка-сильна), а при затакті в дві долі сильна доля розташовується між слабкими (слабка-сильна-слабка).

- Для дроблення доль у такті.